# Zámořské teritorium
Zámořské teritorium (francouzsky territoire d'outre-mer, zkratka TOM) je správní dělení Francie, které se v současnosti vztahuje pouze na Francouzská jižní a antarktická území.
Toto dělení se liší od dělení zámořských departementů (francouzsky Département d'outre-mer, zkratka DOM, ale vzhledem k některým společným zvláštnostem se DOM, TOM a další zámořská území často označují souhrnně jako DOM/TOM. Na rozdíl od Britských zámořských teritorií, která nejsou součástí Spojeného království, jsou tato zámořská území nedílnou součástí Francie.

## Bývalá zámořská teritoria
- Nová Kaledonie, od roku 1946 do 1999, nyní společenství sui generis
- Francouzská Polynésie, od roku 1946 do 2003, nyní zámořské společenství
- Saint Pierre a Miquelon, od roku 1946 do 1976 a poté od roku 1985 do 2003, nyní zámořské společenství
- Wallis a Futuna, od roku 1961 do 2003, nyní zámořské společenství
- Mayotte, od roku 1974 do 2003, nyní zámořský departement
- Francouzské území Afarů a Isů, od roku 1967 do 1977, nyní Džibutsko